# Crepidium pedicellare
Crepidium pedicellare är en orkidéart som först beskrevs av Heinrich Gustav Reichenbach, och fick sitt nu gällande namn av Dariusz Lucjan Szlachetko och Marg.. Crepidium pedicellare ingår i släktet Crepidium, och familjen orkidéer. Inga underarter finns listade i Catalogue of Life.